# Мосс-Блафф (Луїзіана)
Мосс-Блафф (англ. Moss Bluff) — переписна місцевість (CDP) в США, в окрузі Калкасьє штату Луїзіана. Населення — 12 522 особи (2020).

## Географія
Мосс-Блафф розташований за координатами 30°18′32″ пн. ш. 93°12′28″ зх. д. / 30.30889° пн. ш. 93.20778° зх. д. (30.308838, -93.207913).  За даними Бюро перепису населення США в 2010 році переписна місцевість мала площу 41,21 км², з яких 39,43 км² — суходіл та 1,78 км² — водойми.

## Демографія
Згідно з переписом 2010 року, у переписній місцевості мешкало 11 557 осіб у 4201 домогосподарстві у складі 3222 родин. Густота населення становила 280 осіб/км².  Було 4504 помешкання (109/км²).
Расовий склад населення:
| - 90,0 % — білих - 6,0 % — чорних або афроамериканців - 1,0 % — азіатів - 0,5 % — корінних американців |

До двох чи більше рас належало 1,6 %. Частка іспаномовних становила 2,9 % від усіх жителів.
За віковим діапазоном населення розподілялося таким чином: 28,3 % — особи молодші 18 років, 61,2 % — особи у віці 18—64 років, 10,5 % — особи у віці 65 років та старші. Медіана віку мешканця становила 35,6 року. На 100 осіб жіночої статі у переписній місцевості припадало 94,8 чоловіків;  на 100 жінок у віці від 18 років та старших — 93,0 чоловіків також старших 18 років.
Середній дохід на одне домашнє господарство  становив 79 007 доларів США (медіана — 61 478), а середній дохід на одну сім'ю — 85 316 доларів (медіана — 64 435). Медіана доходів становила 60 891 долар для чоловіків та 30 250 доларів для жінок. За межею бідності перебувало 5,1 % осіб, у тому числі 2,9 % дітей у віці до 18 років та 2,7 % осіб у віці 65 років та старших.
Цивільне працевлаштоване населення становило 5553 особи. Основні галузі зайнятості: освіта, охорона здоров'я та соціальна допомога — 23,8 %, виробництво — 14,0 %, мистецтво, розваги та відпочинок — 12,4 %.